# Rivière Opinaca
Pour les articles homonymes, voir Opinaca.
La rivière Opinaca est une rivière du bassin de la rivière Eastmain laquelle s'écoule sur la rive est de la baie James. La rivière Opinaca coule vers l'ouest dans la municipalité de Eeyou Istchee Baie-James, dans la région administrative du Nord-du-Québec, au Québec, au Canada.

## Géographie
Traditionnellement un affluent de la rivière Eastmain, son cours supérieur est devenu un affluent de La Grande Rivière depuis le détournement de l'Eastmain-Opinaca-La Grande (EOL), dans le cadre de la première phase du complexe hydroélectrique de La Grande.
Venant du nord-est, la rivière Opinaca se déverse dans le réservoir Opinaca par la rive est. À partir du complexe hydroélectrique érigé à l'embouchure du réservoir (côté ouest), la rivière Opinaca continue son parcours sur 94,4 km vers le sud-ouest pour aller se déverser dans la rivière La Grande, à 38,0 km à l'est du littoral de la Baie James, soit à Eastmain.

## Toponymie
Son nom pourrait vouloir dire, en cri, « rivière droite ou rétrécie ».